# Переволок (Сланцевский район)
Переволок — деревня в Загривском сельском поселении Сланцевского района Ленинградской области.

## История
Деревня Переволок упоминается на карте Санкт-Петербургской губернии 1792 года А. М. Вильбрехта.
Как деревня Большая Переволока она обозначена на карте Санкт-Петербургской губернии Ф. Ф. Шуберта 1834 года.

ПЕРЕВОЛОКА — деревня принадлежит господину Ханыкову и Павловскому городовому правлению, число жителей по ревизии: 64 м. п., 74 ж. п. (1838 год)

Как деревня Большая Переволока, она отмечена на карте профессора С. С. Куторги 1852 года.

ПЕРЕВОЛОКА — деревня господина Ханыкова, по просёлочной дороге, число дворов — 15, число душ — 41 м. п. (1856 год)

ПЕРЕВОЛОКА — деревня владельческая при реке Нарове, число дворов — 15, число жителей: 46 м. п., 53 ж. п. (1862 год) 

В XIX веке деревня административно относилась к 1-му стану, в начале XX века к Добручинской волости 1-го земского участка 4-го стана Гдовского уезда Санкт-Петербургской губернии.
Согласно Памятной книжке Санкт-Петербургской губернии 1905 года деревня называлась Переволока и входила в Переволоцкое сельское общество.

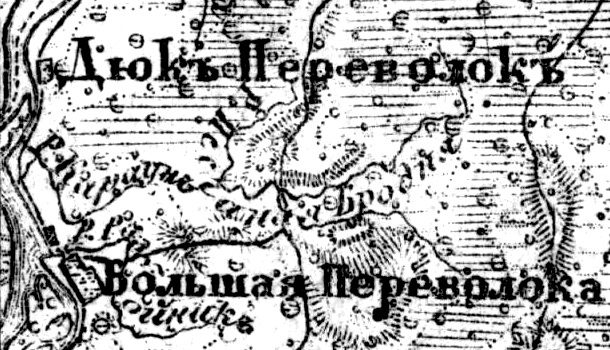
Деревня Переволок на карте 1919 года

Согласно карте Петроградской и Эстляндской губерний 1919 года деревня называлась Большая Переволока, к северу от неё находилась деревня Дюк-Переволок.
С 1917 по 1920 год деревня входила в состав Скарятинской волости Гдовского уезда.
С 1920 года, в составе буржуазной Эстонии.
С 1940 года, в составе Эстонской ССР.
С 1944 года, в составе Загривского сельсовета Сланцевского района Ленинградской области.
С 1963 года, в составе Кингисеппского района.
По состоянию на 1 августа 1965 года деревня Переволок входила в состав Загривского сельсовета Кингисеппского района. С ноября 1965 года, вновь в составе Сланцевского района. В 1965 году население деревни составляло 103 человека.
По данным 1973 и 1990 годов деревня Переволок входила в состав Загривского сельсовета Сланцевского района.
В 1997 году в деревне Переволок Загривской волости проживали 42 человека, в 2002 году — 57 человек (русские — 93 %).
В 2007 году в деревне Переволок Загривского СП проживали 50 человек, в 2010 году — 50.

## География
Деревня расположена в западной части района к западу от автодороги 41К-164 (Сланцы — Втроя).
Расстояние до административного центра поселения — 9 км.
Расстояние до железнодорожной платформы Сланцы — 29 км.
Деревня находится на правом берегу реки Нарва.

## Демография
| 2007 | 2010 | 2017 |
| ---- | ---- | ---- |
| 50   | →50  | ↘48  |